# Aeroporto de Kulusuk
Aeroporto de Kulusuk (em gronelandês: Mittarfik Kulusuk e em dinamarquês: Kulusuk Lufthavn) é um aeroporto em Kulusuk, uma vila no município de Sermersooq, sudeste da Groenlândia. Possui uma pista de cascalho com 1199 metros de comprimento.

## Linhas aéreas e destinos
A Air Greenland serve o Aeroporto de Kulusuk com voos de helicóptero para Tasiilaq. A Air Iceland serve o Aeroporto de Kulusuk com voos de avião para o Aeroporto Nerlerit Inaat e para Reiquejavique.

## Acidentes e incidentes
- A 2 de julho de 1972, um Douglas C-47 Skytrain da Aviação Rosseau foi danificado, além do reparo económico do acidente.[4]